# Teleperformance
Teleperformance è una multinazionale francese con quartier generale in Francia. L'azienda fornisce servizi di assistenza tecnica, informatica, social media e customer service.
Teleperformance serve attualmente oltre 170 mercati in tutto il mondo, attraverso la sua rete di 450 contact centre, in cui lavorano circa 420000 dipendenti. Teleperformance è presente in Francia, Libano, Regno Unito, Albania, Brasile, Cile, Filippine, Guyana, India, Cina, Canada, Messico, Colombia, Norvegia, Italia, Grecia, Portogallo, Stati Uniti, Repubblica Dominicana, El Salvador, Australia, Paesi Bassi, Suriname, Egitto, Emirati Arabi Uniti, Russia, Svezia, Germania, Polonia, Romania, Slovacchia e Republica Ceca. Nel 2021 l'azienda ha erogato servizi in 265 lingue differenti per conto di aziende che operano in diversi settori.

## Storia
Daniel Julien fonda Teleperformance nel 1978 a Parigi. Nel 1986 l'azienda apre le prime succursali in Belgio e Italia, seguite, circa due anni dopo, da nuove succursali in altri mercati europei quali Spagna, Germania, Svezia e Regno Unito. Nel 1999 avviene la fusione fra Teleperformance a Rochefortaise Communication; la nuova società prenderà dapprima il nome di SR Teleperformance, acquisendo definitivamente l'attuale denominazione a partire dal 2006.

Nel 1993 l'azienda apre la sua divisione statunitense, Teleperformance USA, mentre nel 1996 apre nuovi Contact Centre a Singapore e nelle Filippine, destinati a servire i mercati dei Paesi asiatici. Nel frattempo l'azienda continua ad espandersi costantemente in Europa, con l'apertura di nuove filiali e l'acquisizione di nuove start-up in Norvegia, Danimarca, Grecia, Spagna, Olanda e Finlandia. Tra il 1998 ed il 2002 apre nuove sedi anche in Argentina, Brasile e Messico.

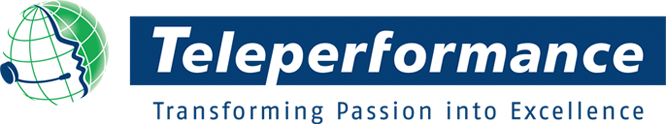
Logo utilizzato dal 1996 al 2018

Nel 2003 diventa il secondo fornitore al mondo di servizi outsourcing in termini di volume di affari. Nel 2004, la multinazionale continua ad espandersi in paesi dell'Europa orientale quali Polonia, Republica Ceca and Slovacchia e Russia. Nel 2005 l'azienda supera, per la prima volta, il miliardo di euro di introiti e completa l'acquisizione di Teleperformance Russia nel 2006. Risalgono al 2017 l'acquisizione di Twenty4help, azienda europea leader nell'erogazione di servizi di supporto tecnico, l'acquisizione di AllianceOne, azienda statunitense leader nel settore di servizi di contabilità aziendale e l'acquisizione della messicana Hispanic Teleservices.
Nel 2010 completa, per 35 milioni di sterline, l'acquisizione della rivale scozzese BeCogent. Nel 2014 acquisisce la statunitense Aegis USA Inc, aprendo nuove succursali in altri paesi quali Indonesia, Cina, Filippine, Guyana, Portogallo, Colombia, Suriname, Dubai, Albania, Egitto, Australia e Lituania.
Nel 2016 completa anche l'acquisizione di LanguageLine Solutions LLC per circa 1,5 miliardi di dollari. A ottobre del 2017, dopo le dimissioni di Paulo César Salles Vasques, Daniel Julien è stato nominato amministratore delegato del colosso francese. A giugno del 2018 viene annunciata l'acquisizione di Intelenet per circa un miliardo di dollari.

## Certificazioni
Nel 2015 Teleperfomance è stata insignita del riconoscimento Aon Hewitt Best Employers. L'azienda ha ricevuto tale riconoscimento in 10 paesi differenti tra cui Cina, India, Portogallo, Albania, Slovacchia, Ucraina, Svizzera, Cile, Egitto e Libano.